# Korokoro (Nouvelle-Zélande)

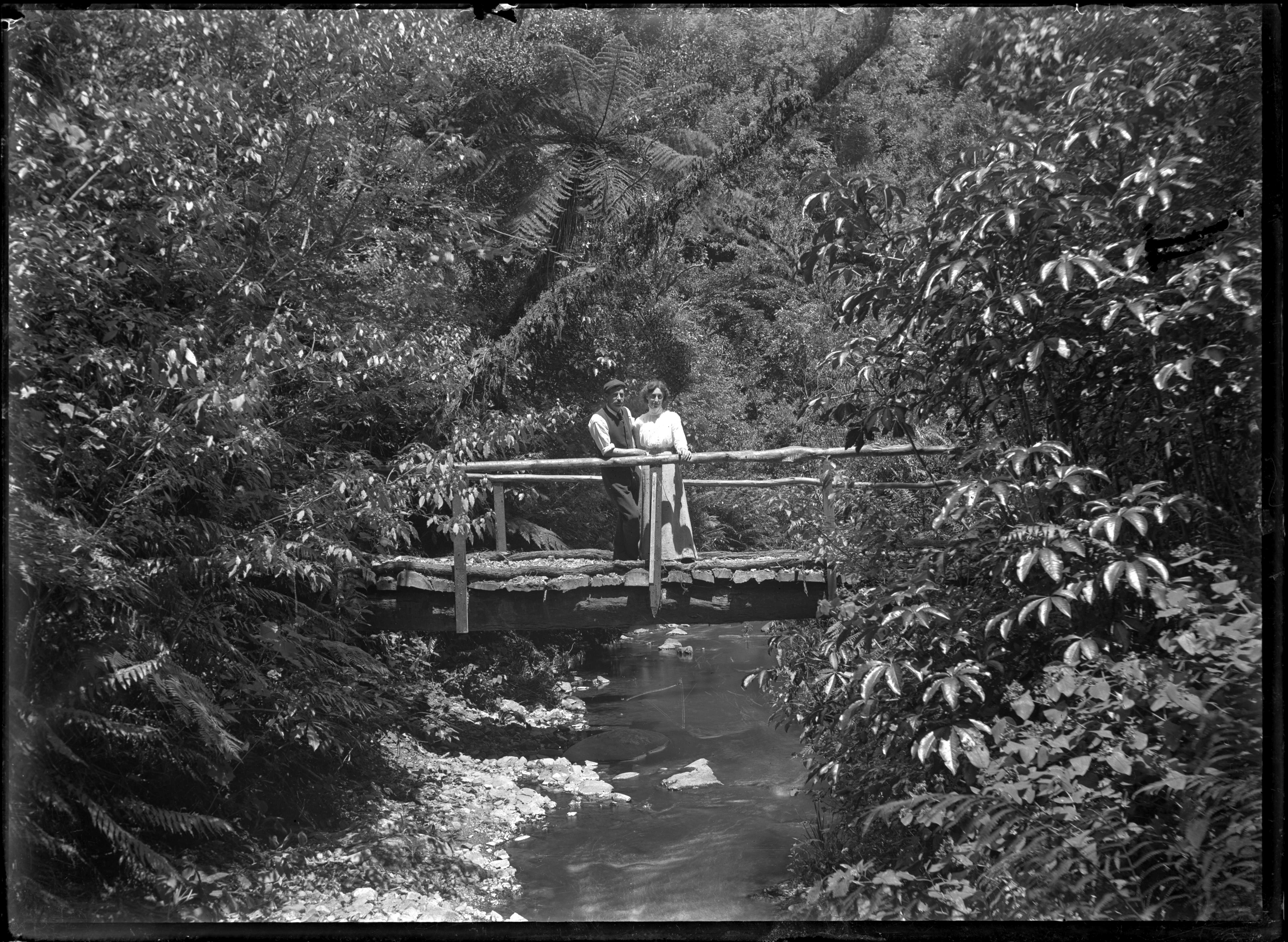
Marcheurs d’un bon pas à la traversée d’un ruisseau

Korokoro, est une banlieue de la cité de Lower Hutt qui siège au sud de l’Île du Nord de la Nouvelle-Zélande.

## Situation
La localité de Korokoro est localisée à l’entrée de la ville de Lower Hutt en venant de la cité de Wellington . 
La banlieue occupe une partie des collines à l’ouest de la vallée de Hutt.
Ses pentes dominent la ville de Petone et le mouillage de Wellington harbour (en) .

## Histoire
La ville de ‘Korokoro’ fut fondée en 1900 par le gouvernement libéral de Nouvelle-Zélande (en) (en fonction de 1891 à 1912), et resta une installation relativement petite jusqu’à ce que le «Lower Hutt City Council» développe le secteur pour y installer des maisons privées dans les années 1960 . 
Avant l’année 1989, Korokoro formait une partie du borough de Petone , qui fut amalgamé avec Lower Hutt cette année-là .

## Éducation
Korokoro a une école assurant tout le primaire, établie en 1904 et appelée « Korokoro School » avec plus de 180 enfants présents. L’école a 8 salles de cours et un taux de décilede 10 .

## Sport
Korokoro est le siège du club de  football de   Stanhope Lane AFC  mai 2018.